# Ronny Sanabria
Ronny Eduardo Sanabria Mora (ur. 12 kwietnia 1964 w San José) – kostarykański judoka. Dwukrotny olimpijczyk. Zajął trzynaste miejsce w Moskwie 1980 i osiemnaste w Los Angeles 1984. Startował w wadze ekstralekkiej.
Jego brat Álvaro Sanabria również był olimpijczykiem na tych samych igrzyskach.

## Letnie Igrzyska Olimpijskie 1980
| Konkurencja | Eliminacje | Eliminacje       | Klas. końcowa |
| Konkurencja | I runda    | II runda         | Miejsce       |
| ----------- | ---------- | ---------------- | ------------- |
| 60 kg       | wolny los  | Ko Hyong (PRK) P | 13.           |

## Letnie Igrzyska Olimpijskie 1984
| Konkurencja | Eliminacje        | Klas. końcowa |
| Konkurencja | I runda           | Miejsce       |
| ----------- | ----------------- | ------------- |
| 60 kg       | Eddy Koaz (ISR) P | 18.           |